# الغريب (فلم 2022)
الغريب (بالإنجليزية: The Stranger) هو فيلم جريمة إثارة نفسي أسترالي من تأليف وإخراج توم رايت وبطولة جويل إجيرتون، شون هاريس وجادا البرتس، صدر الفيلم في أستراليا في 6 أكتوبر 2022.

## التصوير
بدأ التصوير الرئيسي للفيلم في 29 أكتوبر 2020 في أستراليا.

## روابط خارجية
مقالات تستعمل روابط فنية بلا صلة مع ويكي بيانات